# Paul Adolf Seehaus
Paul Adolf Seehaus (Pseudonym Barnett, * 7. September 1891 in Bonn; † 13. März 1919 in Hamburg) war ein expressionistischer Maler.

## Leben

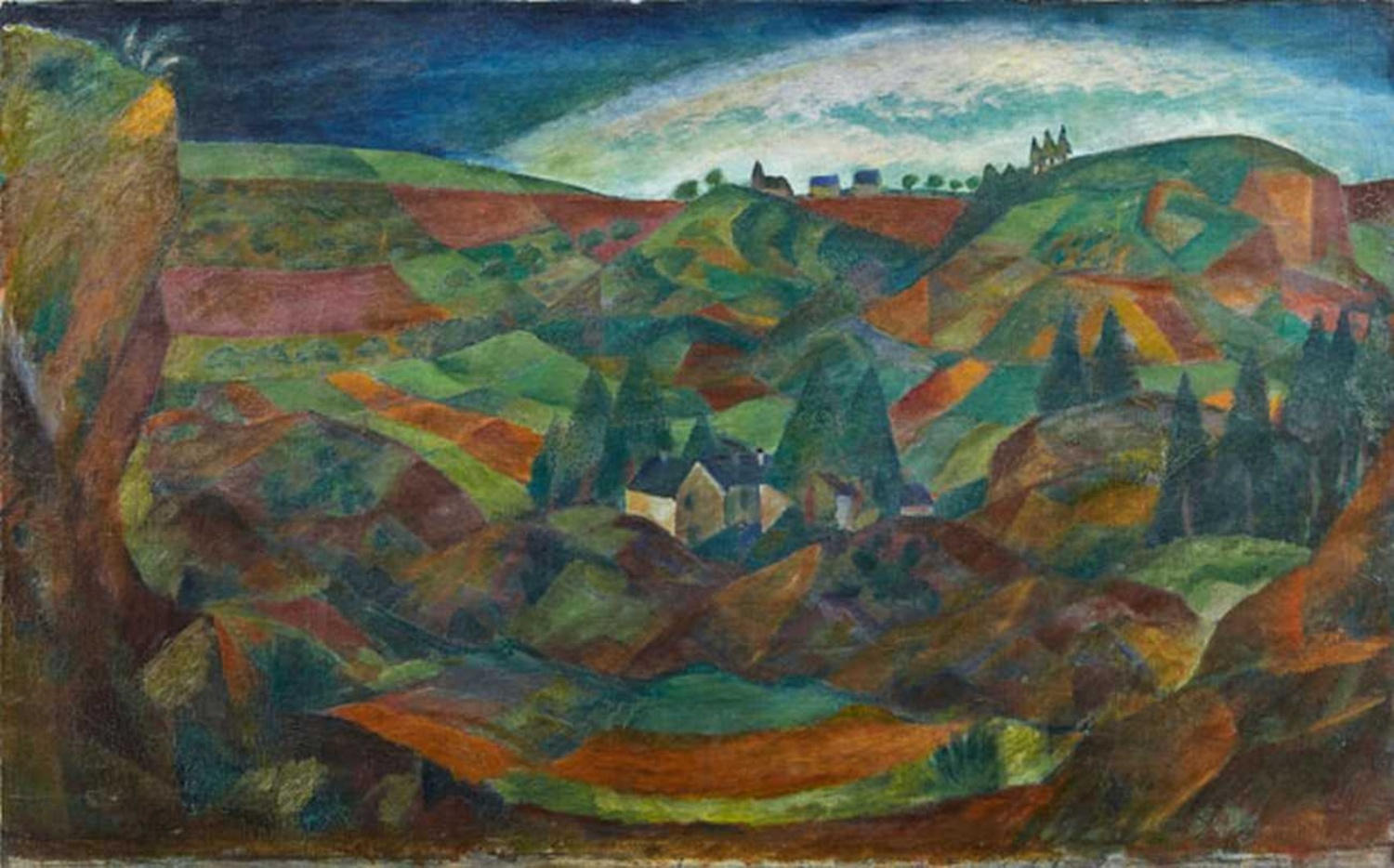
Paul Adolf Seehaus: Große Eifellandschaft, 1916

Paul Adolf Seehaus wurde bereits als Abiturient aufgrund seiner künstlerischen Fähigkeiten von August Macke entdeckt. Als einziger gebürtiger Bonner und Akademiker promovierte Seehaus  auf dem Gebiet der Kunsthistorik und schloss sich den rheinischen Expressionisten unter Macke an, nachdem ihn dieser als einzigen und unentgeltlichen Meisterschüler von 1911 bis 1914 weiter ausgebildet und geformt hatte. Seehaus machte sich in dieser Zeit mit den verschiedensten aktuellen Kunstströmungen, wie Fauvismus, Kubismus und Futurismus, vertraut.
Bereits im Sommer 1913 wurde Seehaus als eigenständiger expressionistischer Künstler respektiert, nachdem er auf der von Macke in Bonn organisierten „Ausstellung Rheinischer Expressionisten“ eigene Werke präsentieren durfte. In einem Artikel der Frankfurter Zeitung zur Ausstellung wurde Seehaus schon als „die eigentliche Überraschung der Ausstellung ..., der als echtestes Malerblut unbedingt große Erwartungen weckt“ bezeichnet. Außerdem stellte er unter dem Namen P.A. Seehaus (Barnett) auf dem Ersten Deutschen Herbstsalon der Galerie Der Sturm in Berlin aus. Dort wurden von ihm die vier Bilder Flussufer, Hafen, Lokomotive und Landschaft gezeigt, das Bild Flussufer hatte auch eine Abbildung im Ausstellungskatalog. Das Bild Leuchtturm mit rotierenden Strahlen, ebenfalls aus dieser Zeit, ist in den Kubismus einzustufen.
Der Ausbruch des Ersten Weltkrieges und der Tod seines Lehrers und Mentors Macke 1914 führte zu einer Neuausrichtung seines Stils in Richtung düsterer menschenleerer Landschaften. Kurz vor seinem frühen Tod vollzog sich erneut eine Wandlung seines Schaffens hin zu farbintensiven Farbstiftzeichnungen sowie Aquarellen. Die Nazis verfemten seine expressionistischen Bilder als „entartet“, und 1937 wurden in der Aktion „Entartete Kunst“ eine Anzahl davon aus öffentlichen Sammlungen beschlagnahmt.
Seehaus verstarb im Alter von 27 Jahren plötzlich an einer Lungenentzündung; sein Grab in Hamburg wurde nach 1980 nicht mehr erhalten und sein Grabstein in das Bonner August-Macke-Haus gebracht. Durch seinen frühen Tod und das damit verbundene vergleichsweise kleine hinterlassene Werk ist Paul Adolf Seehaus heute als Expressionist weitgehend in Vergessenheit geraten.
Das kleine Bild Leuchtturm mit rotierenden Strahlen wurde erstmals 1914 von Alfred Flechtheim ausgestellt, 1919 gab er es als Leihgabe an das damalige Bonner Stadtmuseum in der Villa Obernier, 1932 in eine Ausstellung im Kronprinzenpalais in Berlin. Danach wurde es arisiert und  1949 vom Bonner Kunstmuseum aus unklarem Besitz ersteigert. Im Jahr 2012 entschädigte das Museum die Erben Flechtheims.

## Werke
- Leuchtturm mit rotierenden Strahlen, 1913, Kunstmuseum Bonn
- Die roten Türme, 1917, Privatbesitz
- Madonna der Vorstadt, 1919, Privatbesitz
- Landschaftsbilder und Skizzen aus dem Rheinland z. B. Blick von erhöhtem Standpunkt aus auf den Rhein mit Personen- und reicher Schiffsstaffage, 1918
- Große Eifellandschaft, 1916
- Bergstadt, 1915, Museum Ludwig, Köln
- Schiffe im Hafen, 1914, ÖL auf Leinwand, 55 × 50 cm. Privatbesitz, Dering G 36